# Rudy Casanova
Pour les articles homonymes, voir  Casanova.
Rudy Casanova, né le 3 novembre 1967 à La Havane, est un acteur mexicain et cubain.

## Biographie
Il débute comme acteur dans les séries télévisées avec Rencor apasionado en 1998. Il apparaît ensuite dans la telenovela Soñadoras, à côté de Alejandra Ávalos, Arturo Peniche et Aracely Arámbula.
Il joue dans d'autres telenovelas comme Mujer de madera, Alborada, Hasta que el dinero nos separe et Mañana es para siempre.
Il meurt le 25 décembre 2017, à 50 ans, à cause d'une maladie respiratoire,.

## Filmographie

### Télévision

#### Séries télévisées
- 1996 : Azul : Dr. Lefebre
- 1998 : Rencor apasionado : Jerónimo
- 1998 : Soñadoras : David 'El Cubano'
- 2000 : Mi destino eres tú
- 2001 : Amigas y rivales : Tony Corrales
- 2001-2003 : Mujer, casos de la vida real
- 2002 : Las Vías del Amor : Elmer Patiño 'El Negro'
- 2004 : Mujer de madera : Nelson Winter 'Combayo'
- 2005 : Alborada
- 2008-2009 : Mañana es para siempre : Carpio
- 2009 : Hasta que el dinero nos separe : Tadeo
- 2011-2012 : Dos hogares : Don Fidel
- 2013 : Libre para amarte
- 2014 : Como dice el dicho : Hugo
- 2014 : Hasta el fin del mundo
- 2015 : Amores con trampa
- 2016 : Un camino hacia el destino
- 2017 : El vuelo de la victoria